# Karlsruhe
Kárlsrúhe je z okoli 308 000 prebivalci tretje največje mesto nemške zvezne dežele Baden - Württemberg (za Stuttgartom in Mannheimom). Je upravno središče istoimenskega vladnega okraja (Regierungsbezirk) in deželnega okrožja (Landkreis), znotraj katerega je samosvoje mestno okrožje (Stadtkreis). Je regionalno središče za nemško Srednje Zgornje Porenje, pa tudi za dele južne Pfalške in severne Alzacije v sosednji Franciji.
Karlsruhe, ustanovljen leta 1715 kot baročno načrtovano mesto, je bil glavno in rezidenčno mesto nekdanje dežele Baden. Središče je dvorec Karlsruhe, iz katerega se žarkasto izteza 32 ulic; zaradi takšnega načrta se je Karlsruheja oprijel tudi vzdevek „mesto pahljača“ (Fächerstadt). Neoklasicistične stavbe Friedricha Weinbrennerja zaznamujejo širitev mesta od zgodnjega 19. stoletja.
Od leta 1950 oziroma 1951 je Karlsruhe sedež nemškega zveznega sodišča in zveznega ustavnega sodišča, zato ga imenujejo tudi „»Rezidenca prava«. Izmed devetih mestnih univerz je najstarejši in največji karlsruhejski tehnološki inštitut (KIT). V gospodarstvu mesta izstopajo infrastrukturni objekti, kot so dve pristanišči na Renu in največja nemška rafinerija, ter veliki koncerni, kot sta veriga drogerij DM in energetski dobavitelj EnBW. Karlsruhe je eno najpomembnejših evropskih središč za informacijsko in komunikacijsko tehnologijo, v luči česar v njem deluje Center za umetnost in medije (ZKM). Drugi pomembnejši kulturni ustanovi sta Badenski deželni muzej in Deželna umetnostna galerija. Leta 2019 je UNESCO uvrstil Karlsruhe v svojo mrežo ustvarjalnih mest kot »mesto medijske umetnosti«.